# دختری در درب خانه‌ام
دختری در درب خانه‌ام (انگلیسی: A Girl at My Door؛‏ کره‌ای: 도희야، به معنای دو هی) فیلم درام محصول سال ۲۰۱۴ کره جنوبی به کارگردانی جولای جونگ و بازی به دونا و کیم سه رون است. این فیلم در بخش نوعی نگاه در جشنواره فیلم کن ۲۰۱۴ به نمایش درآمد. به دلیل به تصویر کشیدن رابطه‌ای لزبین در فیلم و حساسیت‌های موجود در مورد حقوق ال‌جی‌بی‌تی در کره جنوبی و همچنین رابطهٔ مبهم اولیهٔ دو شخصیت اصلی، این فیلم عمدتاً توسط شورای فیلم کره‌ای تأمین مالی شد. به همین دلیل، بودجهٔ فیلم به ۳۰۰٬۰۰۰ دلار آمریکا محدود شد و به دونا و کیم سه رون موافقت کردند که دستمزد دریافت نکنند.

## بازیگران
- به دونا در نقش لی یونگ نام، رئیس ایستگاه پلیس
- کیم سه رون در نقش سون دو هی، دخترخوانده یونگ ها
- سونگ سه بیوک در نقش پارک یونگ ها